# 大野雄一郎
大野 雄一郎（おおの ゆういちろう、1997年7月25日 - ）は、朝日放送テレビの元アナウンサー。

## 経歴・人物
- 兵庫県神戸市出身[1]。身長175cm[2]。
- 神戸市立広陵中学校、兵庫県立兵庫高等学校[3]、慶應義塾大学商学部を卒業した。朝日放送テレビアナウンサーの小縣裕介・福井治人とは、アナウンサーおよび高校の先輩に当たる。
- 中学・高校では野球部に、大学時代は軟式野球部に所属していた[4]。
- 大学在学中に『ミスター慶應コンテスト2017』に出場し、グランプリを受賞した[2]。
- 2020年4月、朝日放送テレビに入社した。同期入社のアナウンサーは東留伽[4]。
- ジャニーズ、特になにわ男子の大ファンで、座右の銘もなにわ男子の楽曲「ダイヤモンドスマイル」の一節である「1秒先はもっともっともっと輝く」である[5][6]。
- 宅地建物取引士[1]、漢字検定1級の資格を所持している[4]。
- 2024年9月30日をもって朝日放送テレビを退職した。今後については「小さい頃からの夢だった仕事にチャレンジする予定」としている[7]。

## 過去の担当番組

### テレビ・ラジオ
- スポーツ中継（プロ野球・高校野球）
  - 高校野球では、2022年8月2日の第26回全国高等学校女子硬式野球選手権大会決勝中継で、優勝校（横浜隼人）の監督・代表選手に対するインタビューを担当（地上波では流れず「バーチャル高校野球」のみでライブ配信）。同月8日には、第104回全国高等学校野球選手権大会（いずれも阪神甲子園球場）1回戦（高岡商業対敦賀気比）のラジオ中継で初実況。
  - プロ野球では、2020年10月から朝日放送ラジオ制作の中継（阪神タイガース戦中継・ビジター相手局の裏送り向けオリックス・バファローズ主催試合中継）でベンチリポートを担当。2022年には、8月25日の阪神対横浜DeNAベイスターズ戦（甲子園）ラジオ中継で初めて実況したほか、テレビの阪神戦中継でも同月からベンチリポートを担当。
    - 2023年9月20日（水曜日）には、オリックス対千葉ロッテマリーンズ（京セラドーム大阪のナイトゲーム）中継で実況を担当（解説：湯舟敏郎）。オリックスがこの試合に勝利したことによって、パシフィック・リーグの3連覇を達成したシーンを伝えた。このシーンの実況を同録した音源は、当日の『報道ステーション』（テレビ朝日制作のANN平日最終版ニュース）のトップニュースでも使われている。
      - この中継は阪神対読売ジャイアンツ戦（甲子園球場でのナイトゲーム）関西ローカル向け中継（朝日放送ラジオの制作で朝日放送テレビシニアアナウンサーの伊藤史隆が実況）の第1予備カードに設定されていたが、阪神が9月14日の同カードで2005年以来18年振りのセントラル・リーグ優勝を決めていたことから、同局では阪神戦中継の終盤（9回表の途中）でオリックス戦の中継を9回表の2死（ロッテの攻撃中）から急遽放送した。本人は、オリックスの優勝が決まった瞬間に「オリックス3連覇達成! 最強の猛牛軍団ここにあり」というフレーズを発している。

    - 2023年の日本シリーズは、在阪他局同期の山本大貴（関西テレビ）や大野晃佳（読売テレビ）がベンチリポーターを務めた一方、川地洋平（毎日放送）と同じくゴルフ中継に回ったため、テレビ・ラジオとも担当ならず。

### テレビ
- 相席食堂（2020年8月18日）
  - 朝日放送テレビの本社内で東と共に藤崎健一郎（先輩アナウンサー）の研修を受けていた最中に、大悟（千鳥）と千原せいじ（千原兄弟）による社内ロケへ遭遇したことから、「大悟とせいじとABC新人アナウンサー」として東と揃って「相席」。
- おはよう朝日です第2部[8] - スポーツコーナー兼ニュースナレーション担当
  - 木・金曜日担当（2020年10月8日 - 2021年3月26日）
  - 水 - 金曜日担当（2021年3月31日 - 2022年7月15日）
  - 火・水曜日担当（2022年7月19日 - 2023年8月30日）
- 甲子園への道 - 2021年に、後輩のアナウンサー（鷲尾千尋→平野康太郎）と交代で関西ローカルパートのリポートを担当。2022年までは、同期の東が番組全般のキャスターを務めていた。
- 新婚さんいらっしゃい!（2022年5月1日分の解説放送） - 本来担当している藤崎健一郎（先輩アナウンサー）の代理
- 日曜の夜ぐらいは… 第2話（2023年5月7日）
  - 劇中のニュース番組「News THREE」のリポーター役として本人名義で出演。
  - newsおかえり
    - 機動班中継（月曜日担当：2023年9月4日 - 2024年5月27日）  
      - レギュラー出演を始める前にも、2023年6月28日（水曜日）放送分から不定期で担当していた。
      - サブキャスター（火曜日担当：2023年9月12日 - 2024年5月28日
      - サブキャスター（月・火曜日担当：2024年6月3日 - 2024年8月30日 ）
- ABC NEWS（不定期）

### ラジオ
- おはようパーソナリティ道上洋三です（2020年7月1日）
- 武田和歌子のぴたっと。（2020年7月14日 - 9月29日）[9]
- 高校野球スペシャル　届け!この夏の想い（リポーター、2020年7月27日 - 8月7日）
  - 第102回全国高等学校野球選手権大会の中止に伴って、近畿2府4県の高校野球連盟が独自に開催する代替大会のダイジェスト番組で、参加校に対する取材の模様を、東と交互にスタジオで報告。武田和歌子がキャスターを務めた。
  - 第102回選手権の本大会が予定されていた8月中旬に開催の2020年甲子園高校野球交流試合（第92回選抜高等学校野球大会への出場が内定していた全32校による招待試合）では、朝日放送グループとBS朝日で全試合を中継したことを背景に、招待校の監督・指名選手に対する試合後のテレビ・ラジオ放送向け代表インタビューを、東や先輩のスポーツアナウンサーと交互に担当していた。
- 柴田・西森のゆかいな金曜日!（2020年8月28日）
- 桑原征平粋も甘いも
  - 「征平の1時の一字」（2020年9月2日…水曜日） - 東と揃ってゲスト出演。
  - 「粋甘流☆美女と野獣NEO」（2020年9月の水曜日） - 「1時の一字」の次に設定されているコーナーで、同月のお題「『天才とは、1%のひらめきと、99%の努力である』っぽい珍言」にて、「征平とは、1%の」の読み上げを担当[10]。
  - 「征平の、男性アナウンサーもいらっしゃい!」（2021年5月6日…木曜日）
- 大野雄一郎のとっておき情報（2021年3月29日 - 9月23日、毎週月  - 木曜日17:10 - 17:15）
  - 朝日放送→朝日放送テレビの若手男性アナウンサーが代々メインパーソナリティを務めてきた番組で、先輩の佐藤修平から担当を継承。テレビ・ラジオを通じてレギュラーでは初めての冠番組であったが、2021年の10月改編で番組自体が終了したことから、最後のパーソナリティになった。
- ABCニュース（不定期）
- ラジオで虎バン
  - 2020年11月17日（火曜日）放送分から、他のスポーツアナウンサーと交互に「タイガースヘッドライン」（阪神タイガース関連のニュース・取材報告コーナー）を随時担当。慶応大学への在学中に「ミスター慶応」に選ばれていたことを背景に、出演するたびMCの高野純一（先輩のスポーツアナウンサー）から「国宝級の愛されフェイス」と紹介されている。